# 三帶雙鋸魚
三帶雙鋸魚，為輻鰭魚綱鱸形目隆頭魚亞目雀鯛科的其中一種。

## 分布
三帶雙鋸魚分布於馬紹爾群島海域。

## 深度
水深3-40公尺。

## 特徵
三帶雙鋸魚體側扁，口小。體色由上半部的黑色逐漸向下變成橘色，背鰭、腹鰭及臀鰭為橘色，體具3條鑲黑邊白色橫帶。背鰭硬棘10-11枚；軟條15-17枚；臀鰭硬棘2枚；軟條13-14枚。體長可達12公分。

## 生態
三帶雙鋸魚主要生活在珊瑚礁區，具有嚴格的階級劃分，雌魚最大，繁殖中的雄魚第二大，並且隨著等級下降，雄魚非繁殖者逐漸變小，如果唯一的繁殖雌性死亡，繁殖的雄魚將變成雌魚，而最大的非繁殖者將成為繁殖的雄魚，屬雜食性，以藻類和浮游生物為食。

## 經濟利用
為高經濟價值的觀賞魚。